# Odontestra vitta
Odontestra vitta är en fjärilsart som beskrevs av Emilio Berio 1975. Odontestra vitta ingår i släktet Odontestra och familjen nattflyn. Inga underarter finns listade i Catalogue of Life.